# 第一届夏赫里尔内阁
第一届夏赫里尔内阁是印度尼西亚共和国第二届内阁，是印度尼西亚在议会民主制下的第一届内阁，也是首任印度尼西亚总理苏丹·夏赫里尔领导的第一届内阁。

## 背景
1945年11月11日，第一届夏赫里尔内阁由印度尼西亚中央国民委员会（印尼当时的最高立法机构，相当于他国的议会）下令成立，它是一个事实上的议会制内阁，对中央国民委员会而非苏加诺总统负责。中央国民委员会解散了苏加诺领导的原总统内阁，并请求苏丹·夏赫里尔出任总理。夏赫里尔在中央国民委员会向他承诺可以挑选自己中意的阁员的条件下同意出任总理。新内阁的阵容于1945年11月14日公布。

## 组成

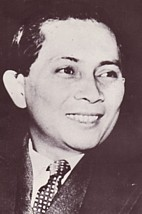
夏赫里尔总理

上一届内阁（苏加诺总统内阁）的阁员没有一位在新内阁中留任。新内阁是包容性的，代表了民族主义政党和宗教政党的利益，后者以印度尼西亚伊斯兰联盟党为代表。

### 首长
- 总理兼外交部长、内政部长：苏丹·夏赫里尔（社会党）

### 部长
- 新闻部长兼人民保安部长：阿米尔·谢里夫丁（社会党）
- 财政部长：苏纳尔约·科洛帕京（无党派）
- 教育部长：托东·苏丹·古农·穆利亚（印度尼西亚基督教党）
- 司法部长：苏万迪（无党派）
- 社会事务部长：阿吉达尔莫·特约克罗内戈罗（社会党）
- 卫生部长：达尔马·塞蒂亚万（无党派）
- 贸易与工业部长：达尔马万·芒温库苏莫（无党派）
- 公共工程部长：马丁努斯·普图赫纳（印度尼西亚基督教党）
- 交通部长：阿卜杜尔·卡里姆（无党派）

### 国务部长（无任所）
- 宗教事务国务部长：穆罕默德·拉希迪（马斯友美党）

### 初级部长
- 外交部初级部长：哈尔马尼（无党派）
- 人民保安部初级部长：阿卜杜尔·穆拉德（社会党）

## 阁员变动
这届内阁很短命，而且阁员数次变动。1945年12月5日，财政部长苏纳尔约·科洛帕京与社会事务部长,阿吉达尔莫·特约克罗内戈罗辞职，他们的职位分别被苏拉赫曼·佐克罗阿迪苏尔约与斯佩达尔索诺接替。1946年1月3日，宗教事务国务部长拉希迪成为新成立的宗教事务部的首任部长。翌日（1月4日），穆罕默德·纳席尔接替阿米尔·谢里夫丁的新闻部长职位，谢里夫丁仍为人民保安部长。1946年1月7日，人民保安部改名为国防部，苏吉约诺·约索迪宁拉特接替阿卜杜尔·穆拉德，成为国防部初级部长。

## 内阁终结
由于夏赫里尔总理准备在荷兰殖民军离开印尼前与荷方达成妥协，他与反对派政治家陳馬六甲发生了冲突，内阁因而倒台。坦·马拉卡要求成立一个获得民众广泛支持的民族团结内阁，从而促使夏赫里尔总理于1946年2月28日提出辞职。

### 书目
- Kahin; McTurnan, George, , Ithaca: Cornell University Press, 1952, ISBN 0-8014-9108-8 （英语）.
- Ricklefs, M. C., , Macmillan Southeast Asian reprint, 1982, ISBN 0-333-24380-3 （英语）.
- Simanjuntak, P. N. H., , Jakarta: Djambatan: 23–28, 2003, ISBN 979-428-499-8 （印度尼西亚语）.